# Municipio Badiraguato
Koordinaten: 25° 21′ N, 107° 33′ W
Badiraguato ist ein Municipio im mexikanischen Bundesstaat Sinaloa. Der Sitz der Gemeinde ist das gleichnamige Badiraguato. Die Gemeinde hatte im Jahr 2010 29.999 Einwohner, ihre Fläche beträgt 4845,9 km². 

## Geographie
Das Municipio Badiraguato liegt auf einer Höhe zwischen 30 m und 2900 m in der physiographischen Provinz Sierra Madre Occidental. Der größte Teil des Municipios liegt im Einflussgebiet des Río Culiacán, kleinere Teile entwässern über den Río Sinaloa oder Río Mocorito. Die größte Wasserfläche Badiraguatos ist der Stausee an der Presa Adolfo López Mateos. Geologisch wird das Gemeindegebiet von extrusivem magmatischem Gestein dominiert, insbesondere von Rhyolith; die präsentesten Bodentypen sind Leptosol, Luvisol und Phaeozem. Über 90 % des Municipios werden von Wäldern verschiedener Typen eingenommen.
Das Municipio Badiraguato grenzt an die Municipios Sinaloa, Mocorito und Culiacán sowie an die Bundesstaaten Chihuahua und Durango.

## Orte und Bevölkerung
Das Municipio Badiraguato umfasst laut Zensus 2010 482 bewohnte localidades, vom INEGI als urban klassifiziert ist lediglich der Hauptort Badiraguato. Fünf Orte wiesen beim Zensus 2010 eine Einwohnerzahl von über 500 auf.
| Ort                | Einwohner |
| Badiraguato        | 3.725     |
| Surutato           | 0.869     |
| San José del Llano | 0.722     |
| Tameapa            | 0.623     |
| Otatillos          | 0.506     |

Das Municipio hatte im Jahr 2000 noch 37.757 Einwohner, doch sank die Einwohnerzahl auf 29.999 Einwohner bei der Volkszählung 2010. Im selben Zeitraum sank die Zahl der indigenen Einwohner von 258 auf 163. 76 Personen wurden 2010 als Sprecher einer indigenen Sprache registriert. Das vorherrschende Religionsbekenntnis ist der Katholizismus. Über 21 % der Bevölkerung des Municipios lebte 2010 in extremer Armut, weitere 53 % in moderater Armut.

## Wirtschaft
Laut Zensus 2010 galten zu diesem Zeitpunkt 10.027 Einwohner als Erwerbspersonen, davon waren nur 1118 Personen weiblichen Geschlechts bzw. etwa 2,5 % arbeitslos.
Nachdem Opium in den 1920er Jahren international verboten wurde, verlagerte sich der mexikanische Opiumanbau von der Küste ins hügelige Hinterland der Sierra Madre Occidental, wo auch das Municipio Badiraguato Bekanntheit im Zusammenhang mit dem Drogengeschäft erlangte. Ebenfalls wurde früh wurde auf diesem Gebiet Marijuana angebaut und in die USA geschmuggelt.
In den weit verstreuten und nur schwer zugänglichen Ortschaften des Municipio Badiraguato liegen die Geburtsorte von Drogenbossen wie Ernesto Fonseca Carrillo, Rafael Caro Quintero, Ismael Zambada García, den Beltrán-Leyva-Brüdern und El Chapo. Die Gegend gilt als Heimat und Rückzugsgebiet der Angehörigen des Sinaloa-Kartell.